# União do Oeste
União do Oeste es un municipio brasileño del estado de Santa Catarina. Tiene una población estimada al 2022 de 2 774 habitantes. PErtenece a la Región metropolitana de Chapecó.

## Toponimia
El nombre "Unión del Oeste" surgió en un acuerdo con los dirigentes de São Luiz, antiguo nombre del municipio, y Jardinópolis, para unir la comunidad.

## Historia
La colonización de la localidad comenzó en 1947, con la llegada de pobladores de Río Grande del Sur, descendientes de italianos, alemanes y polacos. La comunidad además, estaba compuesta por caboclos. La tradición italiana, tanto en la comida como en la religión católica, está aun presente en el municipio.
El 18 de enero de 1968 se creó como distrito bajo el nombre de São Luis. Se formó el municipio el 4 de enero de 1989 bajo el nombre actual.